# Joseph Labroise

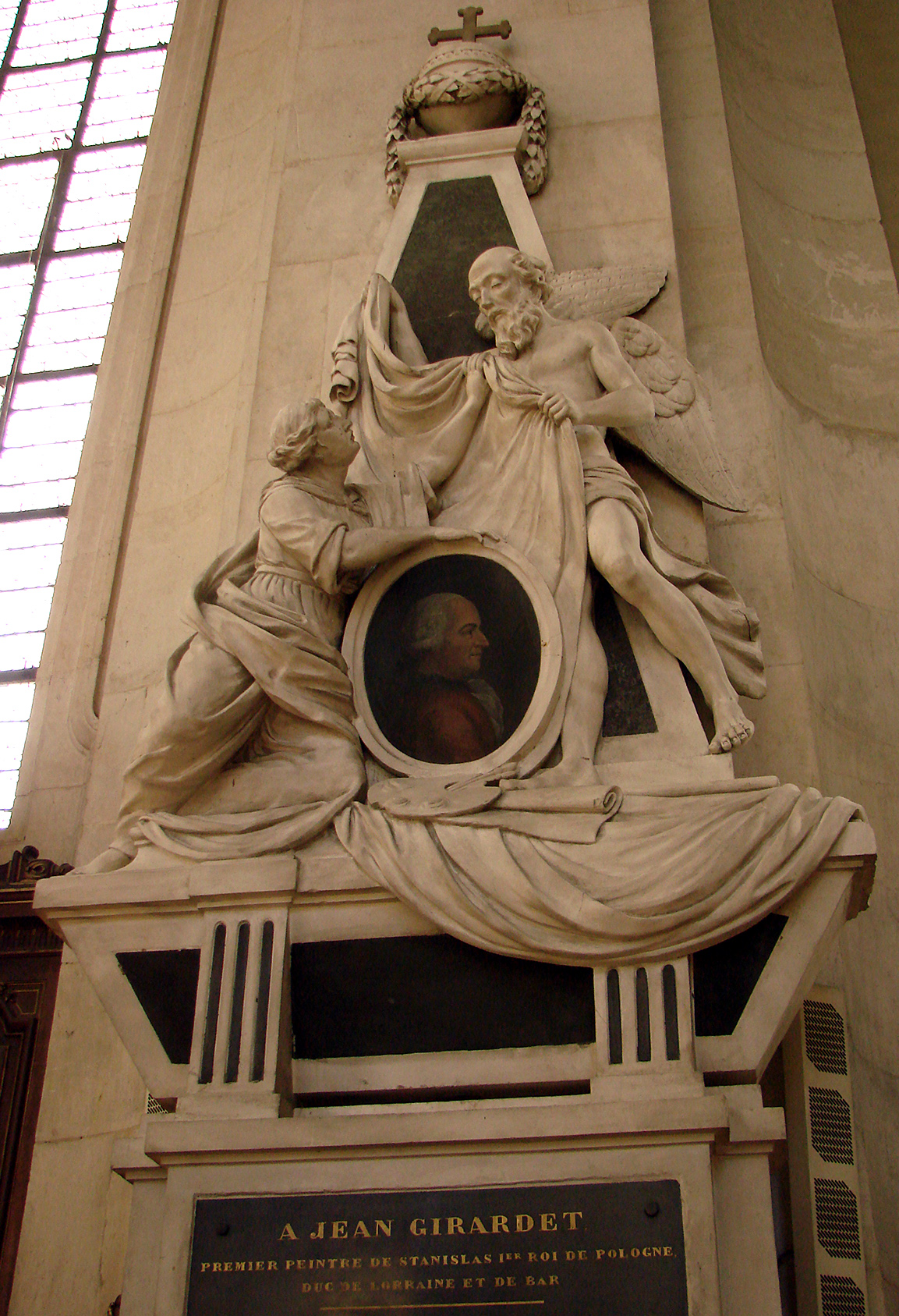
Tumba de Giradet

François Joseph Labroise (1761-1836) es un escultor activo en Nancy originario de Sarrebourg. 

## Vida y obras
Es el hijo de Dominique Labroise (1728-1808) también escultor que vivió y trabajó en Sarrebourg. 
François Joseph es el autor de una estatua que estuvo temporalmente erigida durante el siglo XIX en la actual plaza Stanislas de Nancy. a él también se le debe la ejecución de los bustos que decoran el hemiciclo de la plaza de la Carriere y el monumento de la tumba de Jean Girardet en la iglesia de San Sebastián de Nancy.
Tanto el padre como el hijo son los autores de numerosa decoración y mobiliario para las iglesias de Lorraine, en un Estilo Louis XVI.